# Calvaire d'apôtre
Pour plus de détails, voir Fiche technique et Distribution.
Calvaire d'apôtre (The Christian) est un film muet américain de Maurice Tourneur, sorti en 1923.

## Synopsis
Glory Quayle et John Storm s'aiment depuis l'enfance. Mais Glory quitte l'île de Man pour sortir de la pauvreté et devenir une nurse à Londres. John, qui était entré dans les ordres, renonce à ses vœux car il ne peut oublier son ancien amour et va lui aussi à Londres pour la retrouver. Découvrant qu'elle est devenue une vedette de théâtre, John veut tuer Glory pour sauver son âme, mais elle réussit à le convaincre de son amour. Alors qu'il erre dans les rues ne sachant que croire, il est pris à partie par une foule dont la colère a été attisée par Lord Ure. Battu à mort, il est retrouvé par Glory, qui se marie avec lui juste avant qu'il ne meure dans ses bras.

## Fiche technique
- Titre : Calvaire d'apôtre
- Titre original : The Christian
- Réalisation : Maurice Tourneur

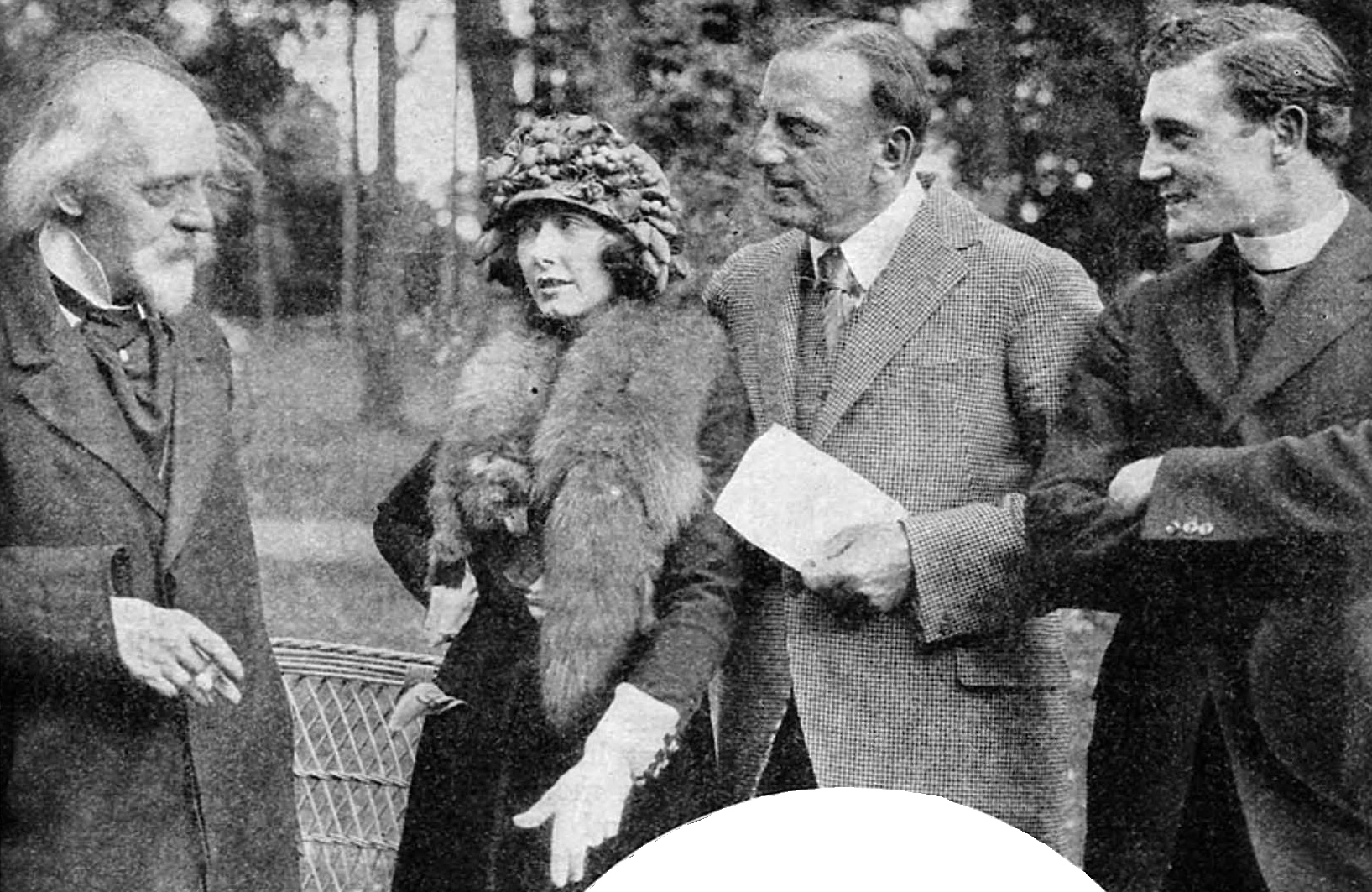
Visite de Hall Caine, auteur de la pièce adaptée, lors du tournage du film.

- Scénario : Paul Bern, d'après le roman et la pièce The Christian de Hall Caine
- Photographie : Charles Van Enger
- Production : Samuel Goldwyn
- Société de production : Goldwyn Pictures Corporation
- Société de distribution : Goldwyn Pictures Corporation
- Pays de production :  États-Unis
- Langue originale : anglais
- Format : noir et blanc — 35 mm — 1,37:1 — Muet
- Genre : Mélodrame
- Durée : 120 minutes
- Dates de sortie :
  - États-Unis : 14 janvier 1923 (première à Kansas City)

## Distribution
- Richard Dix : John Storm
- Mae Busch : Glory Quayle
- Gareth Hughes : Frère Paul
- Phyllis Haver : Polly Love
- Cyril Chadwick : Lord Robert Ure
- Mahlon Hamilton : Horatio Drake
- Joseph Dowling : Père Lampleigh
- Claude Gillingwater : Lord Storm
- John Herdman : Parson Quayle
- Beryl Mercer : Liza
- Robert Bolder : Révérend Golightly
- Milla Davenport : la matrone
- Alice Hesse : Mary
- Aileen Pringle : Lady Ure
- Harry Northrup : Faro King
- Eric Mayne : le docteur
- William Moran : le coroner

## Autour du film
- Ce film a été tourné en partie en Europe dans l'île de Man et lors du Derby d'Epsom[1]